# Яя-Борик
Яя-Бо́рик (рос. Яя-Борик) — село у складі Яйського округу Кемеровської області, Росія.

## Населення
Населення — 444 особи (2010; 544 у 2002).
Національний склад (станом на 2002 рік):
- росіяни — 93 %